# Јевгенија Сеченова
Јевгенија Иванова Сеченова (рус. Евге́ния Ива́новна Се́ченова; Севастопољ, 17. август 1918 — Москва, 25. јун 1990), је совјетска атлетичарка, чија је специјалност био спринт на 100 м и 200 метара. Учесница је два Европска првенства 1946. у Ослту и 1950. у Бриселу где је освојила 6 медаља. Заслужни је мајстор спорта Совјетског Савеза 1947. Била је чланица АК Динамо из Москве.

## Спортска биографија
У 28-ој година дебитовала је за репрезентацју СССР 1946. на 3. Европском првенству у Ослу и постала дврострука првакиња у у дисциплинама трчања на 100 и 200 метара и поставила рекорд европских првенства на 100 м за жене резултатом 11,9 сек. (Истим резултатом на Олимпијским играма 1948 у Лондону Холанђанка Фани Бланкерс-Кун је освојила златну медаљу.) За лакши и елегантни стил трчања новинари су Сеченову прозвали "најбржи јелен Европе"..
На Европском првенству 1950. у Бриселу, Сецхенов је освојио сребрне медаље у свим дисциплинама (100 м, 200 м, и 4 х 100 м), увек губећи од Фани Бланкерс-Кун. Након Олимпијских игара 1952. завршила је своју спортску каријеру.
Резултати Сецхенове су у више наврата укључена у десет најбољих резултата сезоне на свету у трчању на 100 м (1941, 1944—1951), 200 м (1939—1940, 1944—1946, 1948—1951) и скоку удаљ (1945), а 1946 године била је светски лидер сезоне у трци на 100 м и 200 м.

## Значајнији резултати
| Датум | Такмичење          | Место    | Дисциплина | Пласман | Резултат |
| ----- | ------------------ | -------- | ---------- | ------- | -------- |
| 1946  | Европско првенство | Осло     | 100 м      |         | 11,9 РЕП |
| 1946  | Европско првенство | Осло     | 200 м      |         | 25,4     |
| 1946  | Европско првенство | Осло     | 4 х 100 м  |         | 48,7     |
| 1950  | Европско првенство | Брисел   | 100 м      |         | 12,3     |
| 1950  | Европско првенство | Брисел   | 200 м      |         | 24,8     |
| 1950  | Европско првенство | Брисел   | 4 х 100 м  |         | 47,5     |
| 1952  | Олимпијске игре    | Хелсинки | 200 м      | 10.     | 25,2     |
| 1952  | Олимпијске игре    | Хелсинки | 4 х 100 м  | 4.      | 46,3     |

## Резултати на првенствима СССР
|       | 100 м | 100 м | 200 м | 200 м   | 4 х 100 м    | 4 х 100 м        | 4 х 200 м    | 4 х 200 м       | даљ | даљ    |
| Пл    | Рез   | Пл    | Рез   | Пл      | Рез          | Пл               | Рез          | Пл              | Рез |        |
| ----- | ----- | ----- | ----- | ------- | ------------ | ---------------- | ------------ | --------------- | --- | ------ |
| 1939. | 3.    | 12,5  | 1     | 25,4 НР | 1            | 50,2 (Динамо)    | није одржано | није одржано    |     |        |
| 1940. | 1     | 12,3  | 1     | 25,4    | 1            | 50,1 (Москва)    | није одржано | није одржано    |     |        |
| 1943. | 3.    | 12,5  |       |         | није одржано | није одржано     | није одржано | није одржано    | 3.  | 5,13 м |
| 1944. | 2.    | 12,4  | 1     | 25,7    | није одржано | није одржано     | није одржано | није одржано    |     |        |
| 1945. |       |       |       |         |              |                  | није одржано | није одржано    |     |        |
| 1945. | 1     | 12,1  | 1     | 24,9 НР | 1            | 49,5 ( Москва)   | 1            | 1:44,2 (Москва) |     |        |
| 1947. | 1     | 12,2  | 3.    | 25,7    |              |                  |              |                 |     |        |
| 1948. |       |       |       |         |              |                  | 1            | 1:43,0 (Динамо) |     |        |
| 1949  | 1     | 12,0  | 1     | 25,1    | 1            | 48,5 (Москва)    | 1            | 1:42,1 (Москва) |     |        |
| 1950. | 1     | 12,2  | 2-    | 25,0    | 1            | 47,7 (Динамо) НР | 1            | 1.41,2 (Динамо) |     |        |
| 1951. | 2.    | 12,4  | 3.    | 25,3    | 1            | 48,2 (Москвы)    | 1            | 1.42,0 (Москвы) |     |        |
| 1952, | 3.    | 12,3  |       |         | 2.           | 48,3 (Динамо)    |              |                 |     |        |

Рекорди СССР
```
трка на 100 м       12,0            16.7.1944   
Москва

                    11,9            22.8.1946   
Осло
, ЕП

трка на 200 м       25,2            29.8.1939   
Харков
, ПР СССР
                    25,1             5.8.1946   
Москва

                    24,9            12.9.1946   
Дњепропетровск
, ПР СССР
                    24,8            27.8.1950   
Брисел
, ЕП
```